# Ландшафтний заказник «Верхній ліс»
Ве́рхній Ліс — ландшафтний заказник місцевого значення в Україні. Розташований в Березівському районі Одеської області, поблизу села Северинівка. 

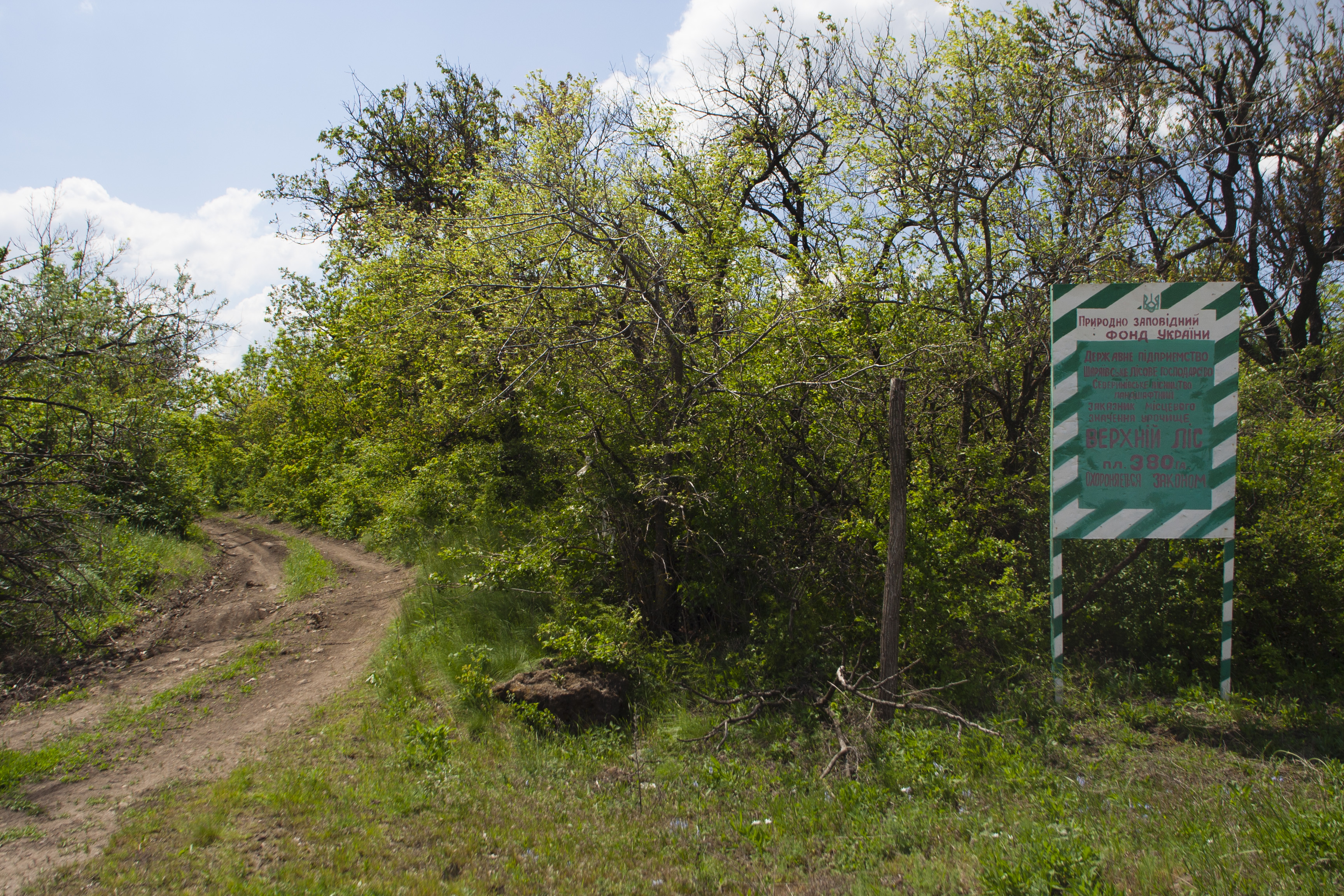

Площа 380 га. Заказник створено згідно з рішенням облвиконкому № 234 від 18.05.1972 року та перезатверджено рішенням облвиконкому № 493 від 02.10.1984 року. Межі заказника регламентуються розпорядженням Іванівської районної державної адміністрації від 22.04.2009 року № 158/А-2009. Перебуває у віданні ДП «Ширяївське лісове господарство» (Северинівське л-во, кв. 1—8). 
Заказник розташований у долині річки Великий Куяльник. Територія являє собою дубово-ясеневе ґрунтозахисне насадження, створене у степовій зоні в 1920-х роках. У 1969 році насадження займало площу 287 га. Відповідно до матеріалів сучасного лісовпорядкування заказник розташований у кварталах 9—17 Северинівського лісництва. Згідно з даними екологічного обстеження 2003 року лісовий масив перебуває у задовільному стані.